# Maurice Houvion
Maurice Houvion (ur. 4 lipca 1934 w Saulcy-sur-Meurthe) – francuski lekkoatleta, skoczek o tyczce, następnie trener tej konkurencji.
Zajął 5. miejsce w skoku o tyczce na mistrzostwach Europy w 1962 w Belgradzie. Na igrzyskach olimpijskich w 1964 w Tokio nie zaliczył pierwszej wysokości w kwalifikacjach. Zajął 7. miejsce na europejskich igrzyskach halowych w 1966 w Dortmundzie. Odpadł w kwalifikacjach na mistrzostwach Europy w 1966 w Budapeszcie.
W latach 1962–1963 sześć razy poprawiał rekord Francji w skoku o tyczce, doprowadzając go do wyniku 4,87 m (28 lipca 1963 w Colombes).
Był mistrzem Francji w skoku o tyczce w 1962 i 1963 oraz brązowym medalistą w 1966, a także brązowym medalistą w dziesięcioboju w 1955.
Później był znanym trenerem lekkoatletycznym, Trenował takich skoczków o tyczce, jak Hervé d’Encausse, François Tracanelli, Patrick Abada, jego syn Philippe Houvion, Ferenc Salbert i Jean Galfione. Startował również z powodzeniem w zawodach weteranów.